# Mischocyttarus riograndensis
Mischocyttarus riograndensis är en getingart som beskrevs av Richards 1978. Mischocyttarus riograndensis ingår i släktet Mischocyttarus och familjen getingar. Inga underarter finns listade i Catalogue of Life.